# Teresa Couderc
Teresa Couderc (ur. 1 lutego 1805 w Le Mas, zm. 26 września 1885) – francuska święta Kościoła katolickiego.

## Życiorys
Pochodziła z wielodzietnej rodziny. W 1822 roku uczęszczała do szkoły św. Józefa w Vans. W 1825 wstąpiła do Zgromadzenia Córek św. Regisa, gdzie przyjęła imię zakonne Teresa. Po złożeniu ślubów wieczystych, 6 stycznia 1837 roku, zaangażowała się budowę klasztoru i kaplicy zgromadzenia. Gdy dotychczasowy fundator budowy zmarł a jego spadkowicze wycofali ofiarowane środki finansowe, ustąpiła z funkcji matki przełożonej. Została przeniesiona do konwentu w Fouviere. W 1875 roku złożyła siebie w ofierze Panu Bogu, a w 1885 roku, została przykuta do łóżka, z którego już nigdy nie wstała. Zmarła po ciężkiej chorobie mając 80 lat i została pochowana w La Louvesc. W dniu 4 listopada 1951 roku beatyfikował ją Pius XII, a kanonizował ją Paweł VI w dniu 10 maja 1970 roku